# Campionati europei di short track 2016

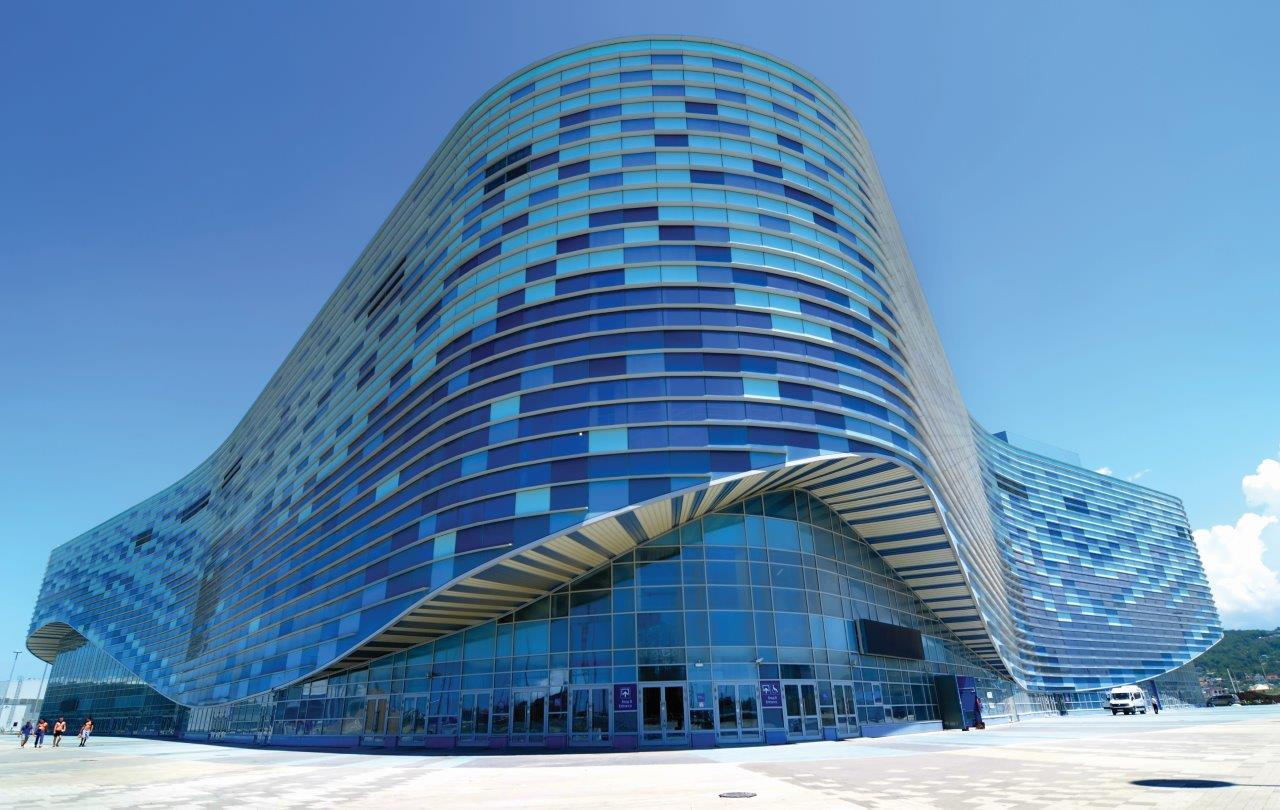
Il Centro di pattinaggio Iceberg che ha ospitato la competizione.

I Campionati europei di short track 2016 sono stati la 20ª edizione della competizione organizzata dall'International Skating Union. Si sono svolti dal 22 al 24 gennaio 2016 a Soči, in Russia.

## Nazioni partecipanti
- Australia
- Belgio
- Bielorussia
- Bosnia ed Erzegovina
- Ungheria
- Croazia
- Rep. Ceca
- Francia
- Germania
- Gran Bretagna
- Ungheria
- Italia
- Lettonia
- Paesi Bassi
- Norvegia
- Polonia
- Russia
- Serbia
- Slovacchia
- Slovenia
- Spagna
- Svezia
- Svizzera
- Turchia
- Ucraina

## Podi

### Donne
| Evento               | Oro                                                                                             | Tempo    | Argento                                                                                                 | Tempo    | Bronzo                                                                                 | Tempo    |
| 500 metri            | Elise Christie                                                                                  | 43.923   | Lara van Ruijven                                                                                        | 45.106   | Véronique Pierron                                                                      | 45.492   |
| 1000 metri           | Elise Christie                                                                                  | 1:33.285 | Suzanne Schulting                                                                                       | 1:33.347 | Anna Seidel                                                                            | 1:33.440 |
| 1500 metri           | Elise Christie                                                                                  | 2:39.510 | Jorien ter Mors                                                                                         | 2:39.591 | Suzanne Schulting                                                                      | 2:39.662 |
| 3000 metri           | Charlotte Gilmartin                                                                             | 5:40.163 | Ekaterina Konstantinova                                                                                 | 5:40.564 | Lara van Ruijven                                                                       | 5:40.626 |
| Staffetta 3000 metri | Paesi Bassi Yara van Kerkhof Jorien ter Mors Lara van Ruijven Suzanne Schulting Rianne de Vries | 4:12.556 | Russia Tat'jana Borodulina Ekaterina Konstantinova Ekaterina Strelkova Ėmina Malagič Evgenija Zacharova | 4:14.949 | Italia Cecilia Maffei Lucia Peretti Federica Tombolato Arianna Valcepina Elena Viviani | 4:15.219 |
| Classifica Generale  | Elise Christie                                                                                  | 112 pts. | Charlotte Gilmartin                                                                                     | 47 pts.  | Suzanne Schulting                                                                      | 42 pts.  |

### Uomini
| Evento               | Oro                                                                                      | Tempo    | Argento                                                                      | Tempo    | Bronzo                                                                        | Tempo    |
| 500 metri            | Sjinkie Knegt                                                                            | 41.920   | Semën Elistratov                                                             | 42.005   | Dmitry Migunov                                                                | 42.645   |
| 1000 metri           | Semën Elistratov                                                                         | 1:33.000 | Shaolin Sándor Liu                                                           | 1:33.060 | Dmitry Migunov                                                                | 1:33.067 |
| 1500 metri           | Semën Elistratov                                                                         | 2:24.034 | Shaolin Sándor Liu                                                           | 2:24.463 | Freek van der Wart                                                            | 2:24.601 |
| 3000 metri           | Vincent Jeanne                                                                           | 4:58.018 | Sébastien Lepape                                                             | 4:58.519 | Bartosz Konopko                                                               | 5:03.078 |
| Staffetta 5000 metri | Paesi Bassi Daan Breeuwsma Sjinkie Knegt Adwin Snellink Dennis Visser Freek van der Wart | 7:12.495 | Ungheria Csaba Burján Viktor Knoch Shaoang Liu Shaolin Sándor Liu Bence Olah | 7:12.634 | Gran Bretagna Joshua Cheetham Richard Shoebridge Paul Stanley Jack Whelbourne | 7:17.390 |
| Classifica Generale  | Semën Elistratov                                                                         | 91 pts.  | Shaolin Sándor Liu                                                           | 50 pts.  | Vincent Jeanne                                                                | 44 pts.  |

## Medagliere
| Pos.   | Paese         | Oro | Argento | Bronzo | Totale |
| ------ | ------------- | --- | ------- | ------ | ------ |
| 1      | Gran Bretagna | 5   | 1       | 1      | 7      |
| 2      | Paesi Bassi   | 3   | 3       | 3      | 9      |
| 3      | Russia        | 3   | 3       | 2      | 8      |
| 4      | Francia       | 1   | 1       | 3      | 5      |
| 5      | Ungheria      | 0   | 4       | 0      | 4      |
| 6      | Germania      | 0   | 0       | 1      | 1      |
| 7      | Italia        | 0   | 0       | 1      | 1      |
| 8      | Polonia       | 0   | 0       | 1      | 1      |
| Totale | Totale        | 12  | 12      | 12     | 36     |